# Jean Louis Alexandre Blanc
Jean Louis Alexandre Blanc (Marselha,  – 1868) foi um farmacêutico brasileiro.
Graduado pela Faculté de Pharmacie de Montpellier. Foi eleito membro da Academia Nacional de Medicina em 1846, com o número acadêmico 66, na presidência de Joaquim Cândido Soares de Meireles.